# OpenSCADA
OpenSCADA — свободная система диспетчерского контроля и сбора данных (SCADA-система). Основными свойствами системы являются: открытость, многоплатформенность, модульность и масштабируемость. Система OpenSCADA предназначена для сбора, архивирования, визуализации информации, выдачи управляющих воздействий, а также других родственных операций, характерных для полнофункциональной SCADA-системы.

## Области применения
OpenSCADA предназначена для выполнения как обычных функций SCADA-систем, так и для использования в смежных областях информационных технологий.
Система OpenSCADA может использоваться:
- на промышленных объектах, в качестве полнофункциональной SCADA-системы;
- во встраиваемых системах, в качестве среды исполнения (в том числе и в ПЛК)[1][2];
- для построения различных моделей (технологических, химических, физических, электрических процессов) с последующим моделированием;
- на персональных компьютерах, серверах и кластерах для сбора, обработки, представления и архивации информации о системе и её окружении.

## Архитектура
Основой системы является модульное ядро.
В зависимости от того, какие модули подключены, система может выполнять как функции различных серверов, так и функции клиентов клиент-серверной архитектуры. Несколько конфигураций OpenSCADA могут осуществлять обмен данными между собой при помощи собственного протокола. Это позволяет реализовывать распределённые клиент-серверные системы любой сложности. Модули объединены в подсистемы (базы данных, сбор данных, пользовательские интерфейсы, архивы, протоколы).
Для достижения высокого быстродействия, за счёт сокращения времени коммуникаций, архитектура объединяет функции распределённых систем в одной программе.
Модули подсистемы сбора данных позволяют осуществлять получение информации от различных источников. В релиз входит поддержка наиболее распространённых открытых протоколов (Modbus, SNMP, OPC UA, DCON и другие). Кроме того, подсистема предоставляет среду для написания обработчиков данных при помощи встроенного скриптового языка JavaLikeCalc.
Конфигурация проекта хранится в базах данных (DBF, MySQL, SQLite, FireBird, PostgreSQL). Также пользователь имеет возможность использовать механизм доступа к базам данных для хранения каких-либо данных или получения доступа к внешним хранилищам.
OpenSCADA содержит инструменты для создания и редактирования графических пользовательских интерфейсов, которые могут отображаться как непосредственно на рабочей станции, так и удалённо через web-интерфейс.
Система позволяет архивировать данные, а также осуществлять синхронизацию архивов в распределённых конфигурациях.
Исходя из принципа модульности, подсистемы могут расширять свою функциональность путём подключения модулей соответствующего типа.
Модульное ядро системы OpenSCADA выполняется в виде статической и совместно используемой библиотек. Это позволяет встраивать функции системы в существующие программы, а также создавать новые программы на основе модульного ядра системы OpenSCADA. Модульное ядро является самодостаточным и может использоваться посредством простой запускающей программы.
Модули системы OpenSCADA хранятся в динамических библиотеках. Каждая динамическая библиотека может содержать множество модулей различного типа. Наполнение динамических библиотек модулями определяется функциональной связностью самих модулей. Динамические библиотеки допускают горячую замену, что позволяет производить обновление модулей в процессе работы. Метод хранения кода модулей в динамических библиотеках является основным для системы OpenSCADA, поскольку поддерживается практически всеми современными операционными системами.